# 科厄爾島
科厄爾島，是南極洲的島嶼，位於伊利沙伯女皇地的英格里德克里斯滕森海岸，處於霍夫德島西南面6公里，根據挪威探險隊拍攝的空中照片繪入地圖，現時由南極條約體系管理。